# 黑尾猛蝦蛄
黑尾猛蝦蛄（学名：Harpiosquilla melanoura）为蝦蛄科猛蝦蛄屬下的一个种。